# Эртинген
Эртинген (нем. Ertingen) — община в Германии, в земле Баден-Вюртемберг. 
Подчиняется административному округу Тюбинген. Входит в состав района Биберах.  Население составляет 5394 человека (на 31 декабря 2010 года). Занимает площадь 37,74 км².

## Фотографии
- Церковь